# Salma Agha
Salma Agha (n. 3 de abril de 1962, Karachi) es una actriz y cantante británica de ascendencia pakistaní, que interpretó temas musicales para películas de la India en la década de los años 1980 y principios de los años 1990. Su primera película titulada "Nikaah" dirigida por B.R. Chopra, fue ganadora del Premio Filmfare, nominada como la mejor actriz y cantante de playback para el cine Ghazal denominado "Dil Ke Armaan Aansuon Mein Beh Gaye".
Agha es hija de Pathan Nasreen (nacido como Zarina Ghaznavi) y Liaqat Gul tayiko. Su padre le dio el título de Agha, ya que era un hombre de negocios reconocido, encargado de administrar el comercio de las piedras preciosas y artículos de antigüedades en Irán. Sus abuelos maternos de Salma, era el actor Jugal Kishore Mehra y actriz Anwari Begum, quien protagonizó su primera película titulada "Heer Ranjha" (1932). Su abuelo materno biológico de Salma fue actor, director musical y cantante Rafiq Ghaznavi.